# Mank (film)
Pour les articles homonymes, voir Mank.
Pour plus de détails, voir Fiche technique et Distribution.
Mank est un film américain réalisé par David Fincher et sorti en 2020. Il s'agit d'un film biographique sur le scénariste Herman J. Mankiewicz principalement centré sur l'écriture du scénario du film Citizen Kane d'Orson Welles. Le scénario de Mank est l’œuvre de Jack Fincher, père du cinéaste, qui l'avait écrit dès les années 1990. Le film est entièrement en noir et blanc.
Le film connait une sortie limitée dans quelques salles américaines avant sa diffusion mondiale en exclusivité sur Netflix. Mank reçoit des critiques globalement positives et de nombreuses distinctions dont 10 nominations aux Oscars.

## Synopsis

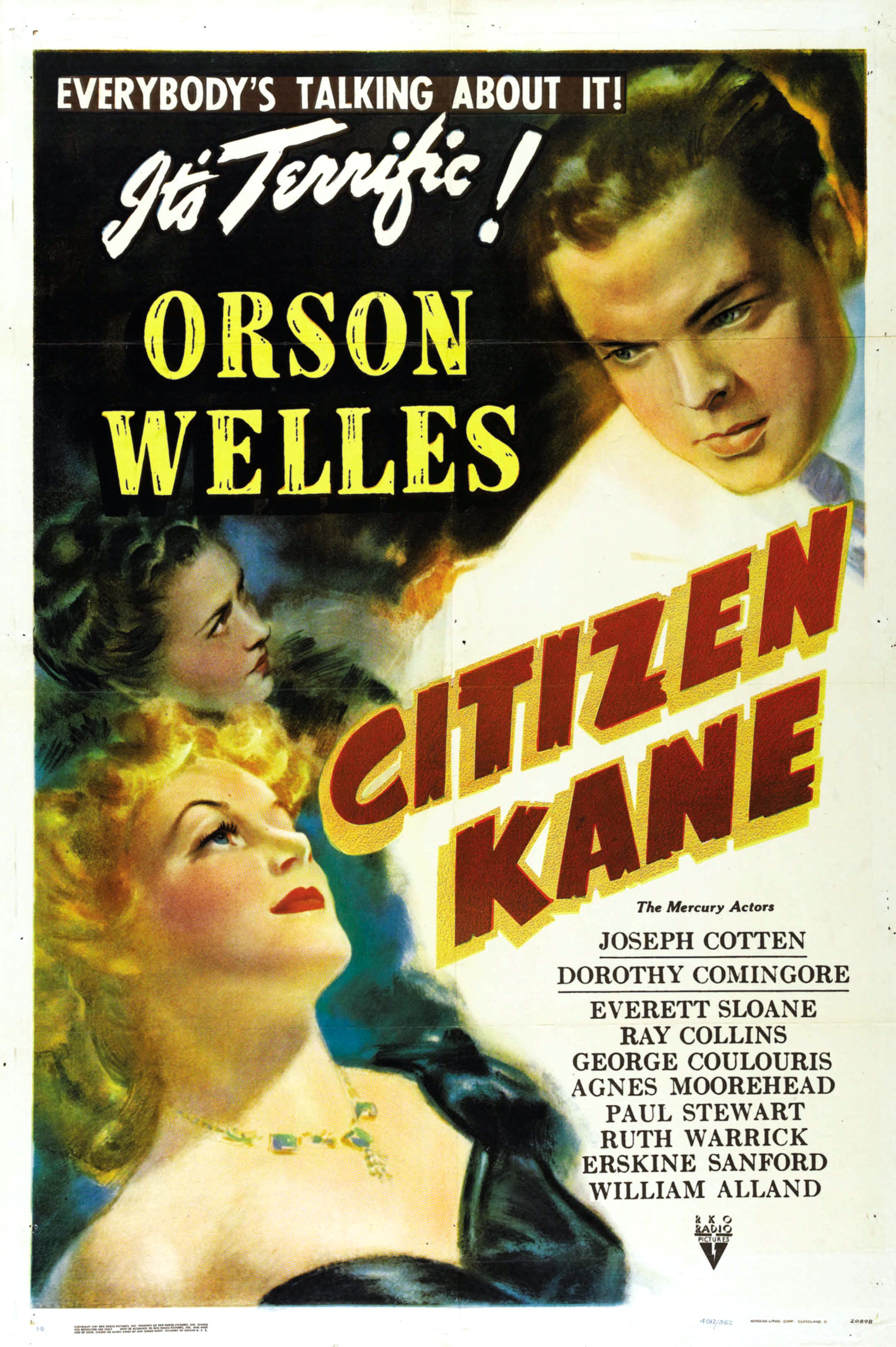
Mank traite principalement de la genèse du film Citizen Kane (1941)

Dans les années 1930, le scénariste Herman J. Mankiewicz est chargé d'écrire le scénario du film Citizen Kane, dont le personnage principal s'inspire de William Randolph Hearst. Souffrant après un accident de la route et alcoolique, le scénariste doit malgré tout tenir les délais fixés par le réalisateur du film, Orson Welles. Herman loge pour cela dans un ranch loué pour l'occasion à Victorville. Il y est surveillé de près, notamment par la jeune Rita Alexander (qui veille sur sa santé) et par John Houseman (qui veille au respect du rythme imposé). La relation entre « Mank » et le metteur en scène va s'avérer tumultueuse durant le processus de création du film.
En parallèle, on peut voir quelques années plus tôt l'évolution d'Hollywood après la Grande Dépression liée au krach de 1929. En 1934, la Californie est alors en pleine ébullition en raison des élections pour le poste de gouverneur de Californie opposant notamment Upton Sinclair et Frank Merriam.

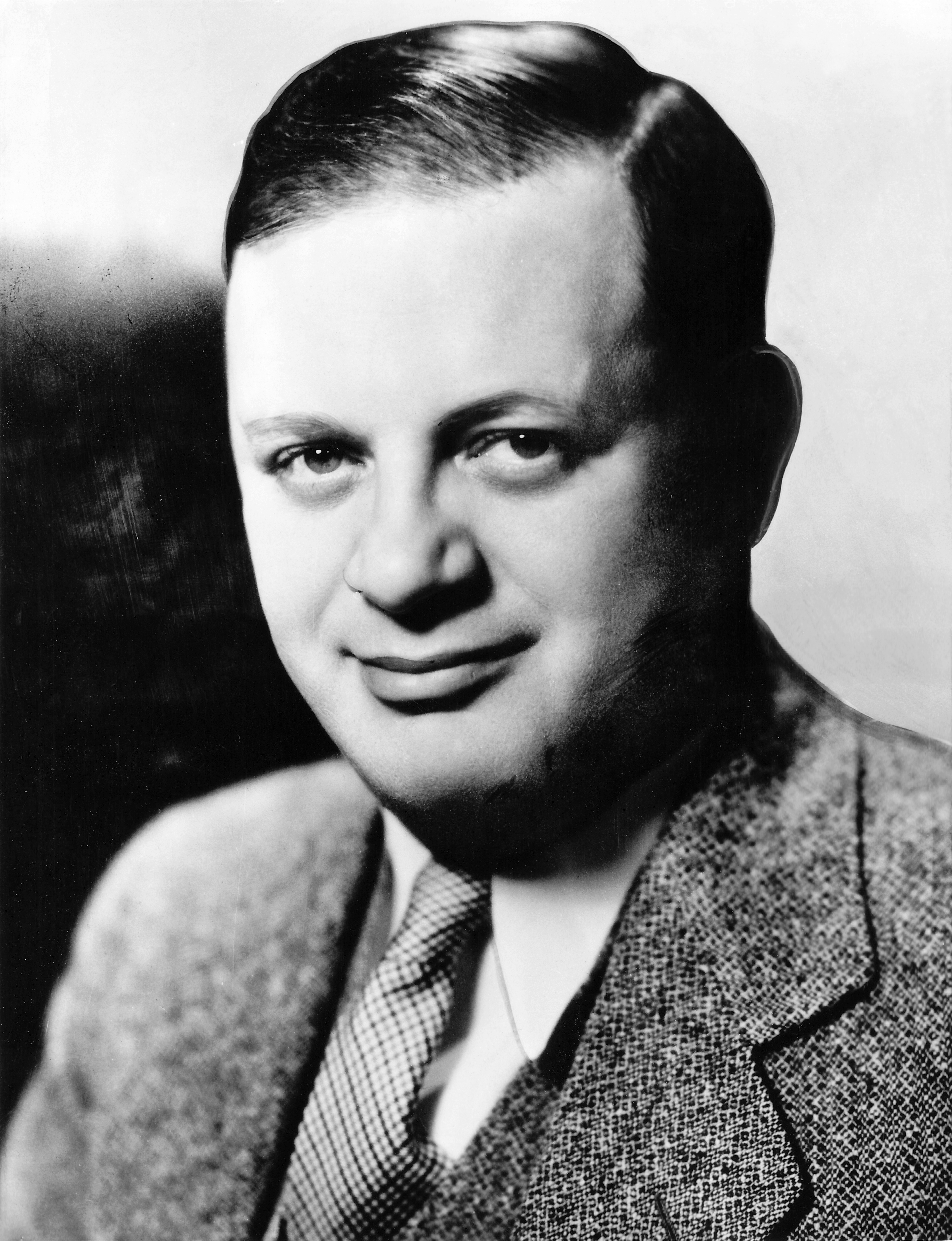
Herman J. Mankiewicz

Les flashback insistent notamment sur les relations entretenues par Mankiewicz avec le producteur Louis B. Mayer, le magnat William Hearst, et sa maîtresse, Marion Davies, avec laquelle il se lie d'amitié. Ces liens jettent un éclairage particulier sur la genèse de Citizen Kane et l'état d'esprit de son scénariste.

## Fiche technique
Sauf indication contraire, les informations mentionnées dans cette section peuvent être confirmées par la base de données cinématographiques IMDb,  présente dans la section « Liens externes ».
- Titre original : Mank
- Réalisation : David Fincher
- Scénario : Jack Fincher
- Direction artistique : Chris Craine
- Décors : Donald Graham Burt
- Costumes : Trish Summerville
- Musique : Trent Reznor et Atticus Ross
- Photographie : Erik Messerschmidt
- Production : Ceán Chaffin, David Fincher et Douglas Urbanski
- Sociétés de production : Netflix, IAC et Elara Pictures
- Sociétés de distribution : Netflix
- Pays de production :  États-Unis
- Langue originale : anglais
- Format : noir et blanc
- Budget: 20-30 millions USD
- Genre : drame biographique
- Durée : 131 minutes
- Dates de sortie :
  - États-Unis : 13 novembre 2020 (sortie limitée au cinéma)
  - Monde : 4 décembre 2020 (sur Netflix)

## Distribution
Sauf indication contraire, les informations mentionnées dans cette section peuvent être confirmées par la base de données cinématographiques IMDb,  présente dans la section « Liens externes ».
- Gary Oldman (VF : Gabriel Le Doze) : Herman J. Mankiewicz
- Amanda Seyfried (VF : Chloé Berthier) : Marion Davies
- Lily Collins (VF : Jessica Monceau) : Rita Alexander
- Tom Pelphrey (VF : Marc Arnaud) : Joseph L. Mankiewicz (« Joe »)
- Arliss Howard (VF : Nicolas Marié) : Louis B. Mayer
- Tuppence Middleton (VF : Olivia Luccioni) : Sara Mankiewicz
- Monika Gossmann (de) : Fraulein Freda
- Joseph Cross : Charles Lederer
- Sam Troughton (VF : Simon Volodine) : John Houseman
- Toby Leonard Moore : David O. Selznick
- Tom Burke (VF : François Raison) : Orson Welles
- Charles Dance (VF : Philippe Catoire) : William Randolph Hearst
- Ferdinand Kingsley (VF : Lazare Herson-Macarel) : Irving Thalberg
- Jamie McShane (VF : Jérôme Keen) : Shelly Metcalf
- Jack Romano : Sid Perelman
- Adam Shapiro : George S. Kaufman
- John Churchill : Charles MacArthur
- Jeff Harms : Ben Hecht
- Derek Petropolis : Eddie Cantor
- Paul Fox : Josef von Sternberg
- Nick Job (VF : Mario Bastelica) : John Gilbert
- Craig Welzbacher : Rexford Tugwell
- Jessie Cohen : Norma Shearer Thalberg
- Desiree Louise : Irene Selznick
- Bill Nye (VF : Guy Chapellier) : Upton Sinclair
- Craig Robert Young : Charlie Chaplin
- Isabel Dresden : Carole Lombard (non créditée)
- Glenn Edward : George Schaefer (en) (non crédité)
- Grace Kennedy-Piehl : Bette Davis (non créditée)
- Emily Joy Lemus : Billie Dove (non créditée)
- Marcello Padilla : Cedric Gibbons (non crédité)
- Tyler Schweer : Don Mankiewicz (non crédité)
- Michelle Twarowska : Geraldine Fitzgerald (non créditée)
- Joanne Thomson : Joan Crawford (non créditée)
- Jelly Vamvas : Edith Head (non créditée)
- Trevor Wooldridge : Darryl F. Zanuck (non crédité)

## Production

### Genèse, développement et attribution des rôles
Le script de Mank a été écrit au début des années 1990 par Jack Fincher. Son fils, qui n'est autre que David Fincher, ambitionne alors de le porter à l'écran. Ce rêve est proche de se réaliser après la sortie de son film The Game (1997). À ce moment-là, le rôle de Herman J. Mankiewicz était prévu pour Kevin Spacey et celui de Marion Davies pour Jodie Foster (rôles finalement incarnés par Gary Oldman et Amanda Seyfried). En 1998, David Fincher possède environ 13 millions de dollars pour réaliser le projet. Mais son souhait de le tourner en noir et blanc provoque l'annulation des accords pour l'exploitation télé et vidéo et l'avortement du projet. Jack Fincher décède en 2003.
En juillet 2019, il est annoncé que David Fincher va mettre en scène le projet avec Gary Oldman dans le rôle principal. Il s'agit de sa troisième collaboration avec Netflix en tant que réalisateur, après avoir dirigé quelques épisodes des séries House of Cards et Mindhunter.
En octobre 2019, Amanda Seyfried et Charles Dance rejoignent la distribution.
Pour Mank, David Fincher s'est entouré de plusieurs habitués de son cinéma. Charles Dance avait déjà travaillé avec lui sur Alien3 (1992), Joseph Cross sur deux épisodes de Mindhunter (2017) et Jamie McShane sur Gone Girl (2014).
Portant à l'écran le scénario écrit par Jack Fincher 30 ans plus tôt sur le scénariste oscarisé de ce que certains considèrent comme « le meilleur film de tous les temps », David Fincher part sur leur double trace et interroge le rôle de ce métier en même temps que ce que poursuivait son père : « Dans la figure d’un scénariste autodestructeur, luttant pour imposer son nom sur un générique, en butte à un système le condamnant à l’ombre, Jack Fincher trouvait un alter ego bienvenu. »

### Tournage
Le tournage débute le 1er novembre 2019 à Los Angeles, et s'achève le 21 février 2020, peu avant la quarantaine liée à la pandémie de Covid-19.
Aucune version en couleur du film n'existe, bien que tourné avec des caméras 8K.
Le perfectionnisme de David Fincher est tel que l'actrice Amanda Seyfried doit rejouer pas moins de 200 fois une même scène, pendant environ une semaine — scène dans laquelle elle ne possède aucune ligne de dialogue.
David Fincher contraignit Gary Oldman à jouer « au naturel », sans maquillages ni prothèses. Un choix contrastant avec sa performance oscarisée dans Les Heures sombres où, pour incarner Winston Churchill, il avait subi une lourde transformation physique.

## Accueil critique
Le film reçoit des critiques globalement positives. Sur l'agrégateur américain Rotten Tomatoes, il récolte 88% d'opinions favorables pour 185 critiques et une note moyenne de 7,90⁄10. Sur Metacritic, il obtient une note moyenne de 79⁄100 pour 42 critiques.
En France, le film obtient une note moyenne de 4,5⁄5 sur le site AlloCiné, qui recense 20 titres de presse. Caroline Vié de 20 Minutes écrit notamment « rarement un film de plateforme n’a à ce point donné envie de retourner en salle ! ». Pour Alexandre Janowiak d’Ecran large, le film est « est une lettre d'amour cinéphile fascinante, mélancolique, créative, exigeante et ensorcellante » et l'un « des plus beaux tours de magie de David Fincher ». On peut lire dans Le Figaro « Si l'édition 2021 des Oscars a bel et bien lieu, il faudra d'autres chefs-d'œuvre pour empêcher ce film, son réalisateur, son scénariste défunt, tous ses techniciens, et ses merveilleux acteurs, Gary Oldman, Charlie Dance et la grande Amanda Seyfried, la belle, fragile et généreuse Marion Davies, de rafler toutes les statuettes ». Samuel Douhaire de Télérama écrit notamment « la réussite de ce film quasi expérimental, produit par Netflix parce qu’aucun studio hollywoodien n’en a voulu, est à la hauteur de sa folle ambition ».
Sur le site Internet du magazine Première, on peut lire une critique positive et élogieuse du film : « Mank est le film d’un obsessionnel, d’un fétichiste qui semble n’avoir filmé en digital que pour mieux retravailler l’image en post-production et lui donner à l’écran le cachet old school de ses fantasmes de cette époque, jusqu’à la sensation de pellicule légèrement brûlée. Ce petit jeu pourrait être excluant pour le spectateur, malgré le feu d’artifice de scènes époustouflantes, dont chacune à elle seule donne une bonne raison de découvrir ce film toutes affaires cessantes [...] Gary Oldman donne corps dans tous les sens du terme à Herman Mankiewicz. »
Du côté des avis plus partagés, Thomas Bonicel du site à-voir/à-lire.com écrit notamment « Si Fincher rate sans doute la case « grand film », il y a fort à parier qu’il s’en fiche, et a pris un plaisir immense à réaliser son onzième long-métrage, d’une élégance et d’une maîtrise rares, qui peut toutefois laisser son spectateur sur la touche. » Aurélien Allin de Cinémateaser regrette que « comme figé par des années de réflexion, par le poids du souvenir de ce père auquel il rend hommage, Fincher assèche son film ».

## Distinctions

### Récompenses
- Critics' Choice Awards 2021 : meilleure direction artistique
- Oscars 2021 :
  - meilleure photographie
  - meilleurs décors et direction artistique

### Nominations
- Golden Globes 2021 : 
  - meilleur film dramatique
  - meilleur réalisateur
  - meilleur acteur dans un film dramatique pour Gary Oldman
  - meilleure actrice dans un second rôle pour Amanda Seyfried
  - meilleur scénario
  - meilleure musique de film
- Oscars 2021 :
  - meilleur film
  - meilleur réalisateur
  - meilleur acteur pour Gary Oldman
  - meilleure actrice dans un second rôle pour Amanda Seyfried
  - meilleurs costumes
  - meilleurs maquillages et coiffures
  - meilleur son
  - meilleure musique de film
- Critics' Choice Awards 2021 :
  - meilleur film
  - meilleur réalisateur
  - meilleur acteur pour Gary Oldman
  - meilleure actrice dans un second rôle pour Amanda Seyfried
  - meilleur scénario original
  - meilleure photographie
  - meilleur montage
  - meilleurs costumes
  - meilleur maquillage
  - meilleurs effets visuels
  - meilleure musique